# 하트 파이터
《하트 파이터》는 2021년 12월 28일부터 2022년 3월 1일까지 유튜브 스브스 예능맛집 채널에서 방송된 틱톡 크리에이터 서바이벌 프로그램이다. 우승자는 상금 3천만 원을 받게 된다.

## 참가자
- 1위 : 미인
- 2위 : 시아지우
- 3위 : 석다예
- 4위 : 신사마
- 공동5위 : 김혜민
- 공동5위 : 윤mini
- 7위 : 꼰야
- 공동8위 : 아루
- 공동8위 : 원정맨
- 10위 : 동주쓰